# Wolfern
Wolfern osztrák mezőváros Felső-Ausztria Steyrvidéki járásában. 2019 januárjában 3163 lakosa volt. 

## Elhelyezkedése

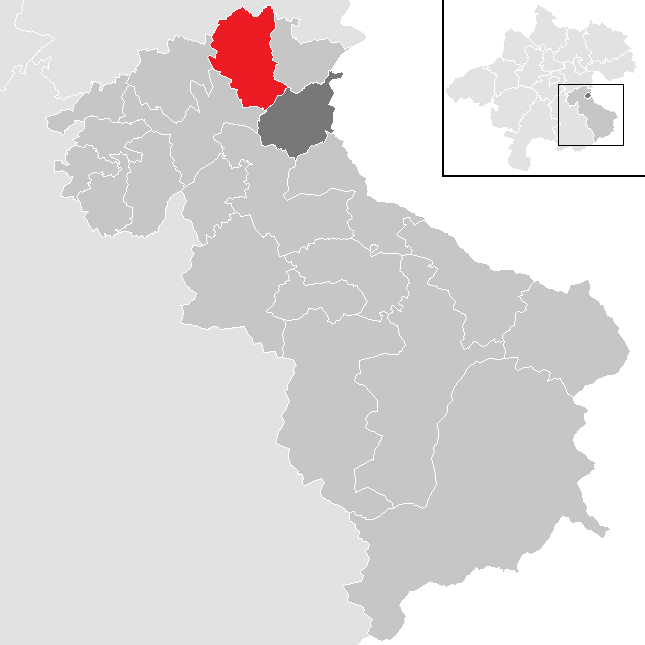
Wolfern a Steyrkörnyéki járásban

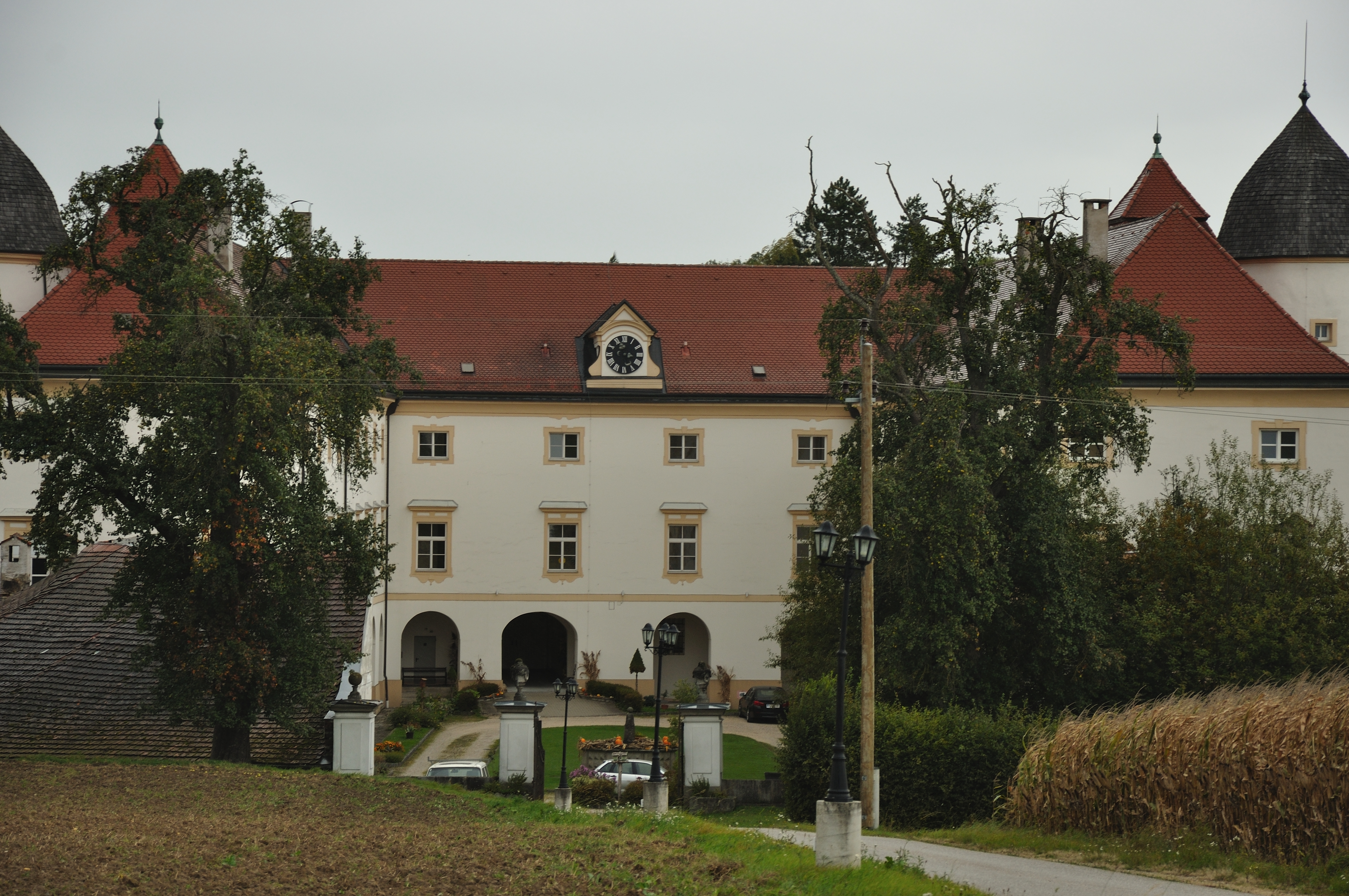
A losensteinleitheni kastély

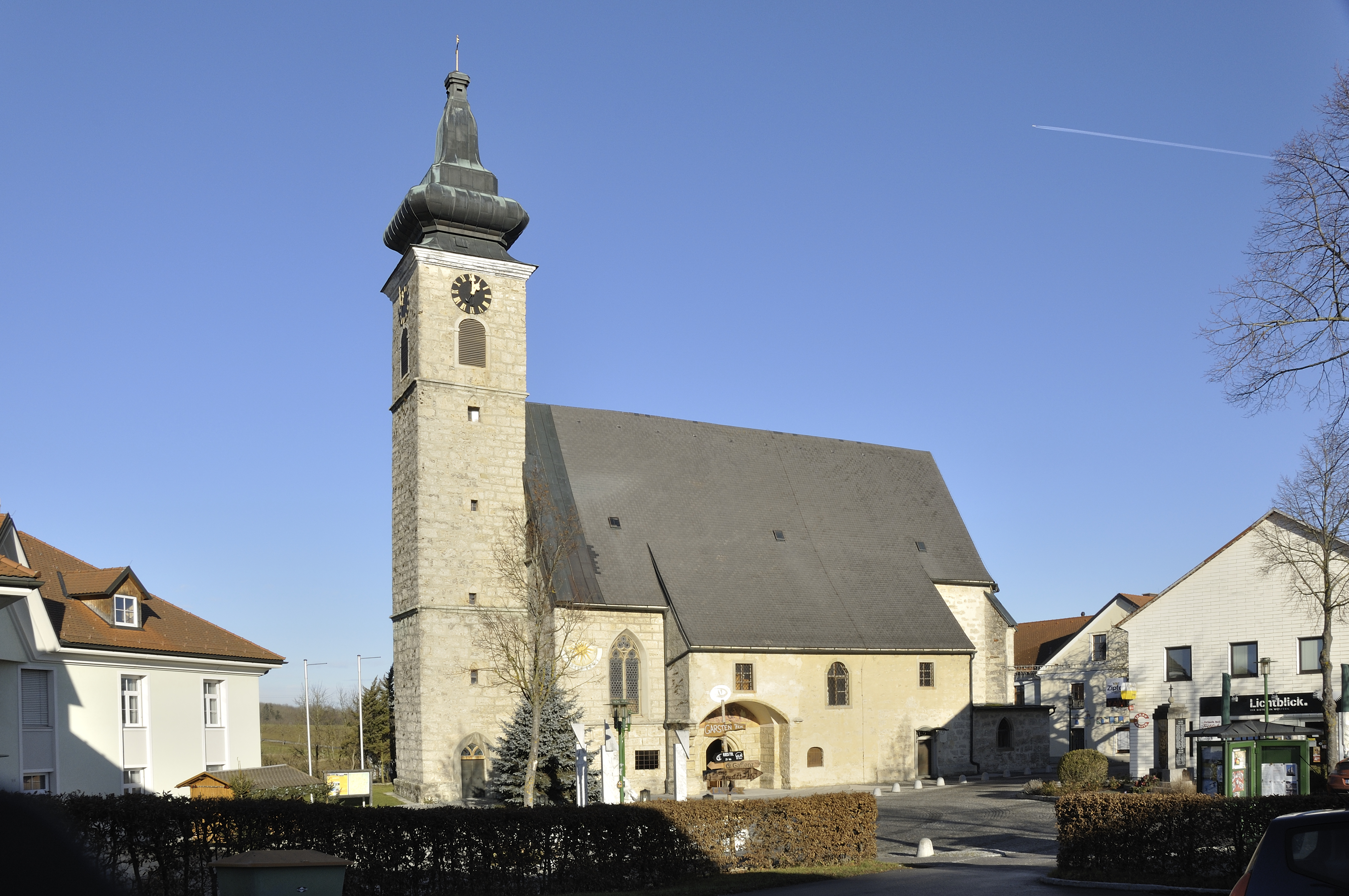
A Szt. Márton-plébániatemplom

Wolfern a tartomány Traunviertel régiójában fekszik, Steyrtől közvetlenül északnyugatra. Területének 13,9%-a erdő, 76,9% áll mezőgazdasági művelés alatt. Az önkormányzat 3 településrészt és falut egyesít: Losensteinleiten (548 lakos 2019-ben), Maria Laah (240) és Wolfern (2375). 
A környező önkormányzatok: keletre Dietach, délkeletre Steyr, délnyugatra Sierning, nyugatra Schiedlberg, északnyugatra Sankt Marien, északra Hofkirchen im Traunkreis, északkeletre Hargelsberg.  

## Története
Wolfern területe a kőeszköz-leletek tanúsága szerint már a kőkorban is lakott volt. Térségét először 777-ben említik, amikor III. Tasziló bajor herceg az általa alapított kremsmünsteri apátságnak adományozta a Dietach és Sierning közötti erdőket. Neve először 1111-ben fordul elő az írott forrásokban. A település területe eredetileg a Bajor Hercegség keleti határvidékén feküdt, a 12. században került át Ausztriához. 1396-ban és 1397-ben, amikor a Petrus Zwicker vezette inkvizíció eretnekeket tartóztatott le, a valdensek három alkalommal is felgyújtották a wolferni plébániát. Az Osztrák Hercegség 1490-es felosztásakor Wolfern az Enns fölötti Ausztria része lett. 1532-ben a Kászim pasa által vezetett betörő törökök megostromolták a losensteinleiteni várat és nagy károkat okoztak benne. A napóleoni háborúk során a falut több alkalommal megszállták.
A község központja sokáig Losensteinleiten volt, de az első világháború után az új polgármesteri hivatal Unterwolfernben épült fel és a községet is Wolfernre nevezték át. Miután a Német Birodalom 1938-ban annektálta Ausztriát, Wolfern az Oberdonaui gauba sorolták be. A második világháború után visszakerült Felső-Ausztriához. A községet 1994-ben emelték mezővárosi rangra. 

## Lakosság
A wolferni önkormányzat területén 2019 januárjában 3163 fő élt. A lakosságszám 1961 óta gyarapodó tendenciát mutat. 2017-ben a helybeliek 97,6%-a volt osztrák állampolgár; a külföldiek közül 0,9% a régi (2004 előtti), 1% az új EU-tagállamokból érkezett. 2001-ben a lakosok 90,3%-a római katolikusnak, 2,1% evangélikusnak, 5,8% pedig felekezeten kívülinek vallotta magát. 
A népesség változása:

| 2016 | 3 146 |
| 2018 | 3 173 |

## Látnivalók

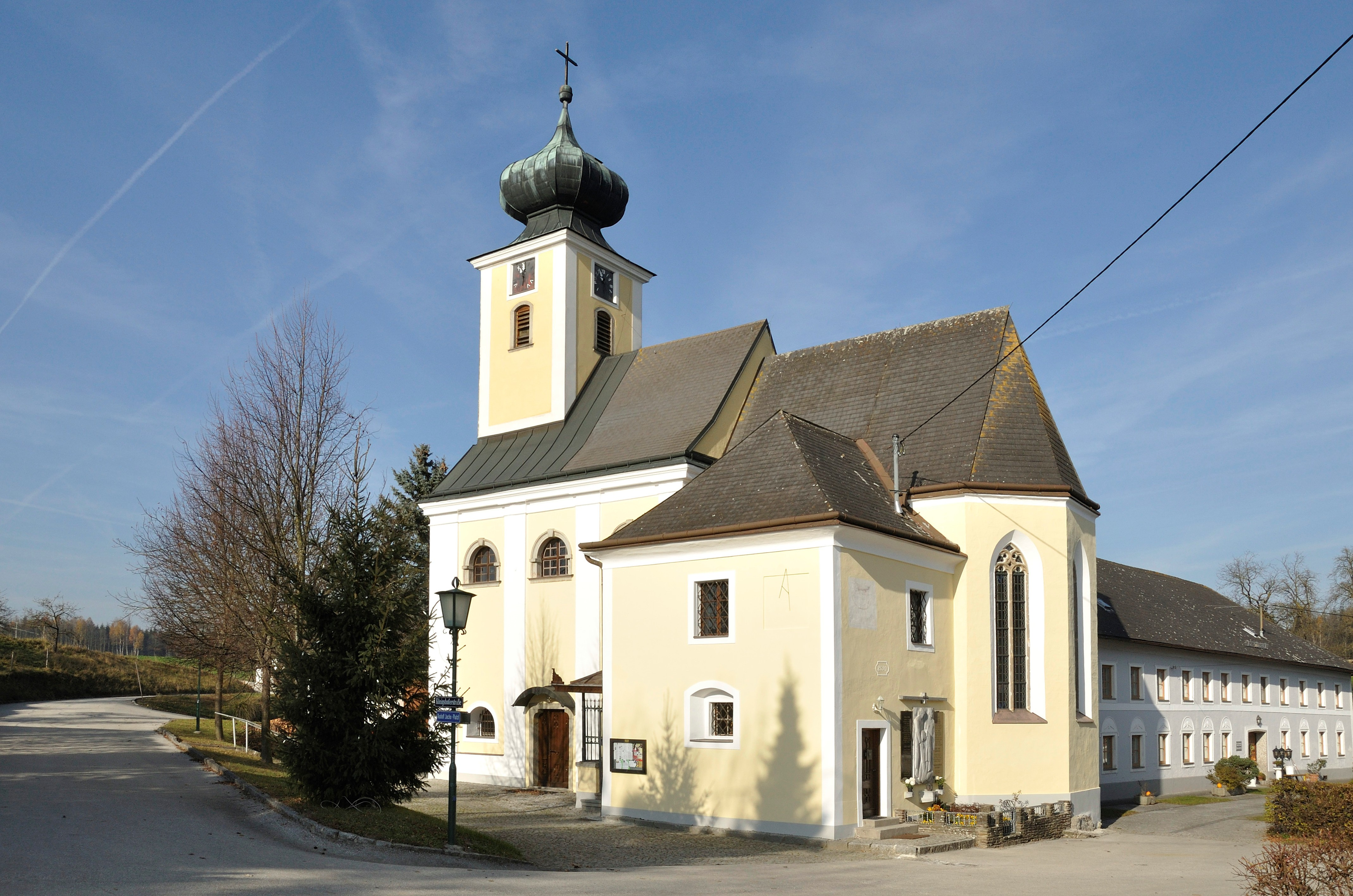
Maria Laah temploma

- a Szt. Márton-plébániatemplom
- a Maria Laah-i Szűz Mária-templom
- a losensteinleitheni kastély

## Testvértelepülések
- Taszár (Magyarország)

## Fordítás
- Ez a szócikk részben vagy egészben  a   Wolfern című német Wikipédia-szócikk ezen változatának fordításán alapul.  Az eredeti cikk szerkesztőit annak laptörténete sorolja fel. Ez a jelzés csupán a megfogalmazás eredetét és a szerzői jogokat jelzi, nem szolgál a cikkben szereplő információk forrásmegjelöléseként.